# Tania Akefi
Tania Akefi (Kabul, januari 1980) is een Afghaans-Nederlandse dichter, auteur, sociaal activist en tekstschrijver.

## Biografie
Tania Akefi is in 1995 samen met haar beide ouders, broer en twee zussen, uit Afghanistan gevlucht voor de burgeroorlog. Zij staat algemeen bekend bij de Perzische gemeenschap als een rebels en gedurfd dichter, die de klassieke vorm van poëzie (Ghazal), met (post)moderne literatuur heeft gemengd in haar eigen schrijfstijl. Door te breken met de klassieke vorm van schrijven, wordt zij geprezen en tevens veel bekritiseerd. Zij is een veel gevraagd spreker in diverse landen voor literaire bijeenkomsten en debatten, demonstraties voor de mensenrechten en geeft lezingen m.b.t. poëzie, filosofie en literatuur.
Als beroep is Akefi gediplomeerd allround opticien/contactlensspecialist. In 2019 is zij gestart met de studie filosofie aan de Open Universiteit in Rotterdam. Akefi heeft het grootste deel van haar leven in Nederland doorgebracht en woont daar, samen met 2 kinderen en haar man.
Haar liefde voor literatuur begon als kind met het leren lezen en schrijven. Akefi heeft haar eerste gedicht in 1993 geschreven. Zij was toen 13 jaar. Zij wendde zich langzaam tot de moderne poëzie, genaamd (Sher-e-Now). Langzamerhand kreeg Akefi belangstelling voor de postmoderne literatuur. In 2013 ontmoette zij op een poëzieavond in Delft, Nasar Najafi, een Iraanse dichter en schrijver. Samen met Najafi ging ze de postmoderne literatuur wereld van Gilles Deleuze en Félix Guattari dieper verkennen. In 2014 bracht zij haar eerste boek, Geboren in Khorasan getogen in NL uit. Daarin bestonden de eerste gedichten voornamelijk uit sonnetten en ritmische poëzie, waarvan zij de laatste tiental van poëzie naar tekst is overgestapt. Deze teksten bestaan niet alleen uit ritmische passage, maar worden er verschillende vormen toegepast, wat zij zelf de Rhizome in literatuur noemt. Haar tweede boek werd door de Pen Association in Kabul, Afghanistan in 2021 uitgebracht. In dit boek zijn een paar vernieuwingen aangebracht, zoals QR codes die koppeling maken met andere vorm van kunst. Hierin is goed te zien wat Akefi met Rhizome in literatuur bedoelt.

## Boeken
2014: Geboren in Khorasan getogen in NL (زمینم NL خراسان زاده ای ) Publishing house Amiri, Kabul Afghanistan  
2020: Ik knoopte de horizon het werd Rhizome ( افق گره می زدم ریزوم می شد) Pen Association, Kabul Afghanistan

## Publicaties en activiteiten

### Gedichten die gepubliceerd zijn
- 1996-2001: Adresakh (ماهنامه آذرخش سویس), Afghaans tijdschrift, Zwitserland
- 1998: Mashhad (صدای مهاجر مشهد ایران), Iraans Immigrantentijdschrift, Iran
- 1998-2005: Iranian (مجله ایرانیان سویس ), Iraans tijdschrift, Zwitserland
- 2005: Kakhe Sokhan (مجله کاخ سخن المان), Afghaans tijdschrift, Duitsland
- 2013: Bano (مجله بانو ویین اتریش ) , Damesmagazine, Oostenrijk
- 2017: Sharwand ( هفته نامه شهروند کانادا ), Iraanse tijdschrift, Canada
- 2013-2019: Piwastoen ( مجله پیوستون ), Magazine

### Oprichter van culturele verenigingen
- 2010-2014: Oprichter van Women of Ghazal Association (انجمن غزل), Sliedrecht
- 2017-2019: Oprichter van Republiek Sokhan Association (انجمن جمهوری سخن)[1]
- 2019-2020: Oprichter van Rhizoom Association (انجمن فلسفی ریزوم)
- 2022: Oprichter van Rhizoom and You Association (ریزوم و شما), Papendrecht

### Lezingen over Rhizome
- 2017: Rhizome en haar eerst boek, Canada
- 2018: Shabe sher en didar Ashena, Den Haag
- 2019: Interview met Omida Assocoation, Frankrijk
- 2020: Interview met Yaqob Yasna, België
- 2021: Poëzie congres, Spaans/Perzisch. Spanje[2]

## Trivia
- Ahmad Wali heeft haar Ghazal gebruikt voor zijn nummer
- Voor Farhad Darya heeft zij diverse nummers van songteksten voorzien, waaronder Watendar gulem eidet mubarak
- Ze werkt samen met Qais Ulfat, zanger/producent, waarvoor zij songteksten schrijft. Bano is daar een van.
- Spreker op demonstratie tegen Taliban regime in Afghanistan, De Dam, Amsterdam